# Ингулецкий район
Ингулецкий район
(укр. Інгулецький район) — административно-территориальная единица, район в южной части города Кривой Рог, Днепропетровская область, Украина. Код КОАТУУ — 1211036900.

## История
Ингулецкий район образован 30 декабря 1962 года Указом Президиума Верховного Совета Украинской ССР «Об образовании новых районов в городах Запорожье, Кривом Роге и Одессе Украинской ССР» за счёт выделения части Дзержинского района, подчинения города Ингулец Широковского района и посёлка городского типа Рахмановка. Стал четвёртым образованным районом города.

## Население

### Языковой состав
Родной язык населения по данным переписи 2001 года:
| Язык       | Численность, чел. | Доля     |
| ---------- | ----------------- | -------- |
| Украинский | 16 554            | 71,61 %  |
| Русский    | 6 398             | 27,67 %  |
| Другое     | 165               | 0,72 %   |
| Итого      | 23 117            | 100,00 % |

## Характеристика
Ингулецкий район граничит на северо-западе с Центрально-Городским районом Кривого Рога, на северо-востоке с Металлургическим районом, на юге, западе и востоке с Широковским районом.
Район состоит из двух частей: южный район Кривого Рога и его эксклав – жилмассив Ингулец.

### Исторические и жилые районы
Ингулец, Старый Ингулец, Ивановка (Салтыковка), ЮГОК, НКГОК, Матрёновка (Ново-Григорьевка), 9-й квартал, Степное (Отвод), Выпханка, Зелёное, Комсомольский.

### Главные улицы
- проспект Победы;
- Южный проспект;
- Широковское шоссе;
- ул. Каткова;
- ул. Неделина;
- ул. Горняков;
- Салтыковская ул.;
- ул. Панаса Мирного,
- Ярославская ул.

### Предприятия
На территории района расположено два горно-обогатительных комбината — Ингулецкий и Южный, другие предприятия.